# Susanne Rosenkrantz-Theil
Susanne Beate Rosenkrantz-Theil (* 25. Januar 1935 in Gentofte; † 9. Juni 2006) war eine dänische Schauspielerin.

## Leben
Susanne Rosenkrantz-Theil wuchs als Tochter von Erik Rosenkrantz (1905–1973) und dessen Frau Ingrid Theil (1906–?) mit einem jüngeren Bruder, Jørgen Rosenkrantz-Theil, in Gentofte auf.
Nach ihrem Schulabschluss absolvierte sie ihre Schauspielausbildung von 1951 bis 1954 an der Elevenschule des Königlichen Theaters Kopenhagen, wo sie auch ihr Bühnendebüt hatte. Im Laufe ihrer Karriere trat sie als Bühnendarstellerin an verschiedenen Theaterhäusern in ganz Dänemark auf, wie beispielsweise am Folketeatret oder am Aarhus Teater. Sie wirkte in zahlreichen Theaterstücken, Musicals, Varieté-Shows und in Ballett-Aufführungen. Sie wirkte als Schauspielerin vor der Kamera von 1953 bis 1974 in einigen Spielfilmen mit. Später war sie an der Universität Aarhus als Lehrerin tätig.
Susanne Rosenkrantz-Theil war in erster Ehe von Dezember 1961 bis 1972 mit dem Schauspieler und Theaterintendant Bent Mejding verheiratet. Die Ehe blieb kinderlos. Aus ihrer zweiten Ehe hatte sie zwei Söhne. Sie starb am 9. Juni 2006 im Alter von 71 Jahren.
Ihre Nichte ist die Politikerin Pernille Rosenkrantz-Theil.

## Filmografie
- 1953: Det gaelder Livet
- 1959: Pigen i sogelyset
- 1962: Livet er jo dejligt
- 1963: Problemet – piger
- 1964: Eurydike
- 1974: Helsingør-Revyen